# Staatsarchiv Leipzig
Das Staatsarchiv Leipzig wurde 1954 gegründet und ist seit 2007 eine Abteilung des Sächsischen Staatsarchives.

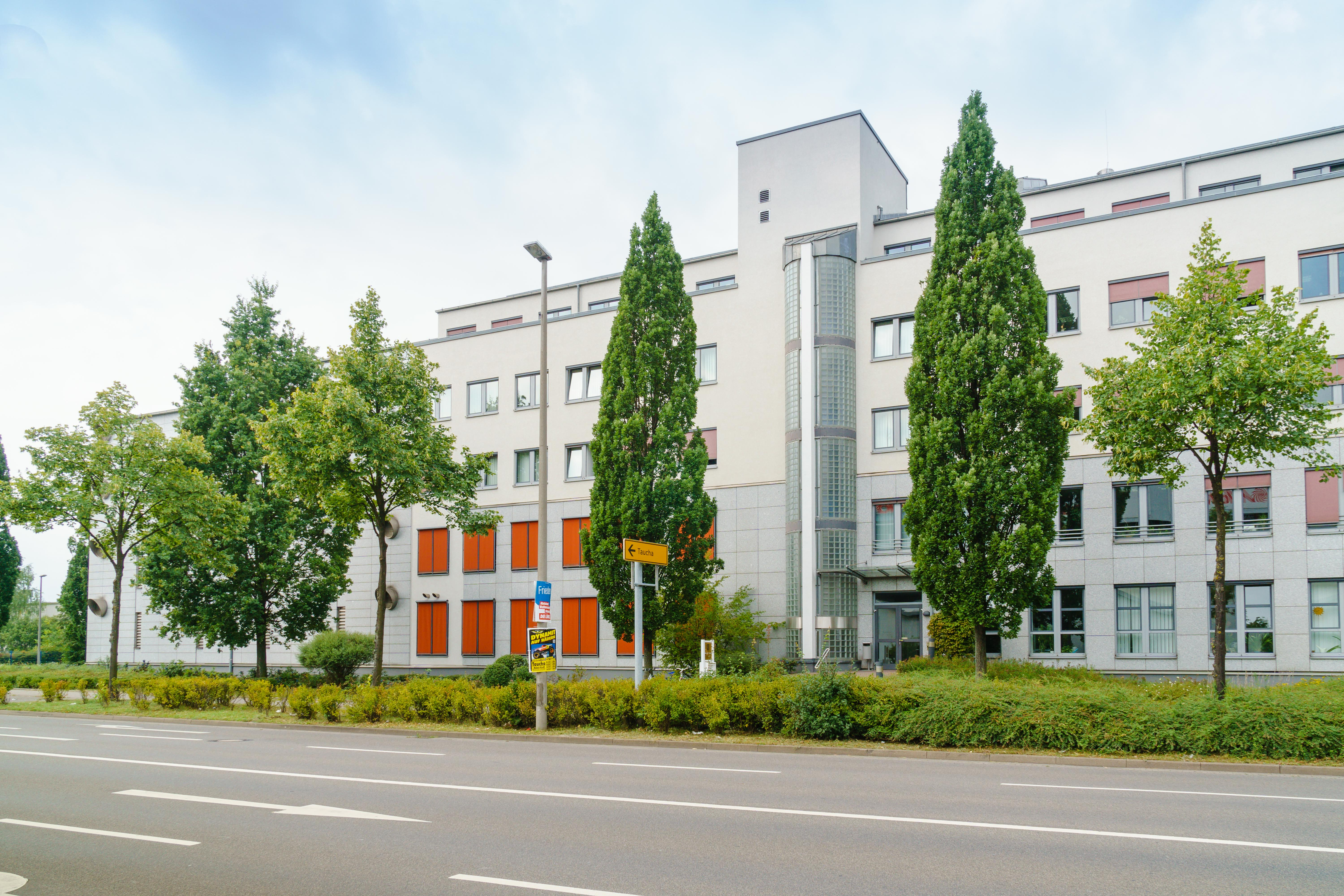
Staatsarchiv Leipzig

## Zuständigkeiten
Das Staatsarchiv Leipzig verwahrt rund 25 laufende Regalkilometer Urkunden, Amtsbücher, Akten, Zeichnungen, Karten und Risse sowie elektronische und andere Datenträger aus neun Jahrhunderten deutscher Geschichte. Die Grundlage der Tätigkeit bildet das Archivgesetz des Freistaates Sachsen.
Innerhalb des Sächsischen Staatsarchives ist das Staatsarchiv Leipzig zuständig für die Archivierung von Unterlagen der Gerichte, Behörden und anderer öffentlicher Stellen im ehemaligen Direktionsbezirk Leipzig. Daneben archiviert es Unterlagen der Wirtschaft, Parteien und Organisation, Vereine, Nachlässe und Sammlungen.
Einen Schwerpunkt innerhalb der Wirtschaftsüberlieferung bildet das Archivgut von über 40 vorwiegend Leipziger Verlagen, darunter so bekannten wie F. A. Brockhaus, E. A. Seemann, Gustav Kiepenheuer, S. Hirzel, Edition Leipzig, Bernhard Tauchnitz, Bosworth & Co, Friedrich Hofmeister, Anton J. Benjamin/Hans C. Sikorski, Verlag für die Frau oder B. G. Teubner.
Im Staatsarchiv Leipzig befindet sich mit über 720 laufenden Metern Gesamtumfang die in Qualität wie Quantität bedeutendste archivische Überlieferung von Musikverlagen im deutschsprachigen Raum. Sie umfasst das 19. und 20. Jahrhundert und dokumentiert die nationalen und internationalen Aktivitäten wichtiger Musikverlage wie Breitkopf & Härtel, C. F. Peters und VEB Deutscher Verlag für Musik.
Einen weiteren Schwerpunkt der Überlieferung bilden die Bestände der bis 1995 selbständigen Zentralstelle für deutsche Personen- und Familiengeschichte Leipzig, heute Deutsche Zentralstelle für Genealogie, darunter die Familienkundlichen Sammlungen des Reichssippenamtes.

## Geschichte
Das Staatsarchiv Leipzig wurde 1954 als Außenstelle des Landeshauptarchivs Dresden unter der Bezeichnung „Landesarchiv Leipzig“ eingerichtet. 1965 wurde es zum eigenständigen Staatsarchiv mit der Bezeichnung „Staatsarchiv Leipzig“ umgewandelt. Im Jahre 1995 kam es zur Eingliederung der Zentralstelle für deutsche Personen- und Familiengeschichte Leipzig in das Staatsarchiv Leipzig. Ebenfalls 1995 zog das Staatsarchiv aus dem Gebäude des ehemaligen Reichsgerichts aus und in einen modernen Zweckbau im Leipziger Stadtteil Paunsdorf ein.
Zum 1. Januar 2005 wurde das Staatsarchiv Leipzig mit den Staatsarchiven in Chemnitz und Dresden, dem Bergarchiv Freiberg und der Zentralen Abteilung zum „Sächsischen Staatsarchiv“ zusammengefasst. Seit 2007 besteht das ehemalige Staatsarchiv Leipzig als Abteilung 3 des Sächsischen Staatsarchives. Von 2007 bis 2020 wurde das Archiv von Volker Jäger geleitet, seine Nachfolgerin ist seit dem 1. Oktober 2020 Thekla Kluttig.

## Persönlichkeiten
- Ingrid Grohmann, Leiterin von 1993 bis 2007
- Karl Höhnel, Direktor von 1961 bis 1969
- Manfred Unger, Direktor von 1969 bis 1993
- Volkmar Weiss, Leiter der Deutschen Zentralstelle für Genealogie von 1990 bis 2007
- Volker Jäger, Leiter des Staatsarchivs von 2008 bis Oktober 2020
- Thekla Kluttig, Leiterin des Staatsarchivs ab Oktober 2020